# Dendrocerus tibialis
Dendrocerus tibialis är en stekelart som beskrevs av Paul Dessart 1995. Dendrocerus tibialis ingår i släktet Dendrocerus och familjen trefåresteklar. Inga underarter finns listade i Catalogue of Life.